# مولر کراوس رود (ویرجینیای غربی)
مولر کراوس رود (به انگلیسی: Moler Crossroads) یک منطقهٔ مسکونی در ایالات متحده آمریکا است که در شهرستان جفرسون، ویرجینیای غربی واقع شده‌است.